# 크리스 J. 존슨
크리스 J. 존슨(Chris J. Johnson, 1977년 8월 29일 ~ )은 미국의 배우이다.

## 출연 작품
- 47미터